# Bất khả xâm phạm (phim truyền hình 2017)
Bất khả xâm phạm (tiếng Hàn: 언터처블; Romaja: Eonteocheobeul) là một bộ phim truyền hình Hàn Quốc với dàn diễn viên Jin Goo, Kim Sung-kyun, Jung Eun-ji và Go Joon-hee. Bộ phim được dự kiến phát sóng trên kênh JTBC trong khung giờ 23:00 KST thứ sáu thứ bảy hàng tuần, bắt đầu từ 24 tháng 11 năm 2017.

## Nội dung
Untouchable xoay quanh một gia đình quyền lực trong suốt 3 thế hệ ở thành phố giả tưởng Bukcheon. Jin Goo vào vai Jang Joon Seo - con trai thứ hai của trưởng gia tộc. Sau khi người vợ của Jang Joon Seo chết một cách bí ẩn, anh tìm cách làm rõ nguyên nhân cái chết của người phụ nữ mình yêu thương và phát hiện ra nhiều sự thật kinh hoàng về gia tộc.

## Dàn diễn viên

### Vai chính
- Jin Goo vai Jang Joon-seo

Giám đốc đội thám tử và là con trai thứ hai của gia tộc Jang. Anh theo đuổi sự thật đằng sau cái chết của vợ.
- Kim Sung-kyun vai Jang Ki-seo

Anh của Joon-seo, biến chất trở thành một kẻ tham nhũng như cha mình.
- Jung Eun-ji vai Seo Yi-ra

Công tố viên.
- Go Joon-hee vai Goo Ja-kyung

Cô con gái độc nhất của cựu tổng thống.

### Vai phụ
- Park Geun-hyung vai Jang Beom-ho (Bố của Jang Ki-seo, Jang Joon-seo)
- Ye Soo-jung vai Park Hwa Sook (Vợ của Jang Bum-ho)
- Choi Jong-won vai Goo Yong-chan (Bố của Goo Ja-kyung)
- Jin-kyung vai Jung Yoon-mi (Mẹ của Seo Yi-ra, đối thủ của gia tộc Jang)
- Park Won-sang vai Go Soo-chang
- Shin Jung-geun vai Yong Hak-soo
- Son Jong-hak vai Jang Beom-sik
- Im Hyun-sung vai Lee Sung-kyun
- Bae Yoo-ram vai Choi Jae-ho
- Park Ji-hwan vai Goo Do-soo
- Lee Jae-won vai Jang Kyu-ho
- Park Jin-woo vai Park Tae-jin
- Ji Yoon-ha (지윤하) vai Yoo Na-na
- Kim Ji-hoon (1979) vai Jo Taek-sang
- Jo Jae-ryong vai Joo Tae-seob
- Kim Byung-choon

### Khách mời
- Kyung Soo-jin vai Yoon Jung-hye (Vợ của Joon Seo)

## Sản xuất
- Bộ phim nói về một thành phố hư cấu mang tên Bukcheon.[5]
- Untouchable do Jo Nam-kook làm đạo diễn chính, người đã đứng sau các tác phẩm khác như The Chaser (2012), Empire of Gold (2013), Last (2015) và Fantastic (2016). Biên kịch của bộ phim là Choi Jin-won với các tác phẩm trước như Big Man (2014), Masked Prosecutor (2015).[6][7]
- Là một bộ phim tiền sản xuất, việc ghi hình bắt đầu từ 9/2017

## Tỷ suất người xem
Trong bảng dưới, số màu xanh chỉ tỷ suất người xem thấp nhất, số màu đỏ chỉ tỷ suất người xem cao nhất
| Tập        | Ngày phát sóng | Tỷ suất người xem        | Tỷ suất người xem        | Tỷ suất người xem |
| Tập        | Ngày phát sóng | Tỷ suất theo AGB Nielsen | Tỷ suất theo AGB Nielsen | Tỷ suất theo TNmS |
| Tập        | Ngày phát sóng | Toàn quốc                | Vùng thủ đô Seoul        | Toàn quốc         |
| ---------- | -------------- | ------------------------ | ------------------------ | ----------------- |
| 1          | 24/11/2017     | 2.291%                   | -                        | 2.3%              |
| 2          | 25/11/2017     | 3.324%                   | 3.324%                   | 2.8%              |
| 3          | 1/12/2017      | 2.314%                   | -                        | 2.1%              |
| 4          | 2/12/2017      | 3.375%                   | 4.269%                   | 3.0%              |
| 5          | 8/12/2017      | 2.380%                   | 2.726%                   | 1.9%              |
| 6          | 9/12/2017      | 3.982%                   | 4.293%                   | 3.0%              |
| 7          |                |                          |                          |                   |
| 8          |                |                          |                          |                   |
| 9          |                |                          |                          |                   |
| 10         |                |                          |                          |                   |
| 11         |                |                          |                          |                   |
| 12         |                |                          |                          |                   |
| 13         |                |                          |                          |                   |
| 14         |                |                          |                          |                   |
| 15         |                |                          |                          |                   |
| 16         |                |                          |                          |                   |
| Trung bình | Trung bình     | %                        | %                        | %                 |

Lưu ý: Bộ phim được phát sóng trên kênh truyền hình cáp/trả phí nên có lượng người xem thấp hơn các kênh truyền hình công cộng (KBS, SBS, MBC, EBS).